# Turó marbrat
El turó marbrat (Vormela peregusna) és un mamífer carnívor de la família dels mustèlids que habita les estepes de l'Àsia central. La seva distribució s'estén des de Turquia fins a Mongòlia i la Xina, passant pel sud de Rússia i el Kazakhstan. A Europa, la subespècie Vormela peregusna peregusna s'estén des de Grècia i Sèrbia fins a Ucraïna. Es diferencia del turó comú i del turó de l'estepa pel seu pelatge jaspiat, entre altres caràcters.